# Мариупольский трамвай
Мариупольский трамвай (укр. Маріупольський трамвай) — трамвайная система в Мариуполе Донецкой области Украины. Открылась 1 мая 1933 года.

## История

### Запуск трамвайного движения
Трамвайное сообщение появилось в Мариуполе в 1933 году. 1 мая этого года начала работу первая одноколейная трамвайная линия «Гавань Шмидта — Улица Франко» (улица Франко сейчас — проспект Металлургов). Позднее она связала город с заводом имени Ильича и портом. Ходили восемь трамвайных поездов жёлто-красного цвета. В центре линия была двухколейной, в начале ул. Франко, которую пересекали пути, располагалось рельсовое кольцо.

### Вторая мировая война
Во время войны нацистские власти использовали трамвай для бесперебойного снабжения сохранённых цехов мариупольских заводов рабочими. К концу оккупации трамвайное движение было разрушено, но после освобождения города восстановлено.
В 1945 году существовало 4 маршрута — Гавань Шмидта — Завод имени Ильича, Гавань Шмидта — Правый Берег, Городской сквер — Вокзал, Городской сквер — Порт.

### Восстановление и развитие сети
5 октября 1952 года завершилось строительство второй трамвайной системы на Левом берегу. В 1964 году появился новый путепровод через железнодорожные пути и реку Кальмиус, соединивший две трамвайные сети города в одну
С 1970 года начата эпоха развития более дешёвого вида транспорта - троллейбуса. Трамвай после появления троллейбуса в городе прекратил бурное развитие. В конце 60-х - начале 70-х были демонтированы линии в Порт и на ЖД вокзал, позже туда пустили троллейбусы.
Трамвай прекратил своё существование в Приморском районе. Последними крупными трамвайными новостройками города были: в 1973 году линия до Новосёловки, в 1982 году линия "посёлок Украина - Энергоучасток", в 1983 году линия  "Энергоучасток - посёлок Мирный", в 1988 году сдана в эксплуатацию линия трамвая, соединяющая Ильичёвский и Орджоникидзевский районы и мост через реку Кальмиус.
Обновлялся подвижной состав, вместо старых поездов КТМ-2 + КТП-2, в конце 70-х в город начали поступать более комфортные КТМ-5.

### В современной Украине
В 1993 году была продлена трамвайная линия от ул. Полевой до городской больницы №2. В этом же году были приобретены 5 вагонов КТМ-8. Они работали на самых востребованных маршрутах - на 10-м и вновь открывшейся 8-ке.
В 2003 году прекратил существование трамвайный маршрут №2, а в начале 2004-го территория центрального депо была продана, весь подвижной состав и маршруты переданы на обслуживание депо №3.
В 2006 году, после 12-летнего перерыва, было приобретено 2 вагона производства Татра-Юг. В 2007-2008 годах поступило ещё 5 вагонов.
В 2012 году компанией Метинвест громаде города было подарено два трамвая российского производства ПТМЗ (бортовые номера 401 и 402), модель ЛМ-2008. Из-за абсолютно нового для трамвайного хозяйства, и доступного на заказ только из-за границы[прояснить] электрооборудования, эти вагоны, периодически, простаивали от месяца до полугода.
В декабре 2015 года в город пришел один вагон К1. Но по условиям тендера этот трамвай должен был быть с низкопольной локализацией кузова. Делом заинтересовалась прокуратура, и после разбирательств город таки получил вагон К1М (низкопольная площадка в середине вагона).
2016 год оказался очень сложным периодом для мариупольского трамвая: в марте этого года стала поступать информация о готовящемся закрытии линии трамвая на Аглофабрику и маршрутов по заводскому кольцу (пос. Мирный). Однако, в результате поднятого при поддержке местных активистов из числа транспортных фанатов информационного резонанса в СМИ, закрытие линии на Аглофабрику отсрочили на один год (линия всё же была закрыта весной 2017 года), а ликвидация трамвайного сообщения с посёлком Мирный и вовсе больше не рассматривается.
27 марта 2017 года закрыто движение на Аглофабрику. С этого же года началось активная замена трамваев типа КТМ-5 и 71-608К на вагоны из Европы. В город начали приходить вагоны типа Tatra T3SUCS из Праги, Кошице, Tatra T3A из Риги.
1 декабря 2018 года произошло изменение схемы маршрута №3 - маршрут продлён до левобережного района (разворачивается по часовой стрелке), был создан маршрут №4 "Горбольница №2 - Левобережный район (разворачивается против часовой стрелки) и оставлен маршрут №3а (бывш. маршрут №3) "Горбольница №2 - Комбинат Азовсталь" (пара рейсов в вечернее время для развозки работников комбината). Так же произошли изменения в расписаниях трамвайных маршрутов №5, №6, №9 и №11 и отменён маршрут №15.
1 ноября 2020 года Орджоникидзевское трамвайное депо №2 перестало эксплуатировать вагоны: все трамваи переданы на территорию Ильичёвского трамвайного депо №3, все маршруты перешли на обслуживание одним депо. Территория трамвайного депо №2 начала функционировать как площадка для ночного отстоя автобусов ТТУ, работающих на самых ранних левобережных выпусках, а так же как ВРМ для капитальных ремонтов трамваев.

### Вторжение России на Украину
24 февраля 2022 года в связи со вторжением России на Украину был введён бесплатный проезд во всём общественном транспорте.

###### Во время российской оккупации
2 марта 2022 года трамвайное движение было остановлено из-за активных боевых действий в городе.
ВРМ (бывшее депо №2) были разрушены в результате боёв, оставшиеся вагоны на их территории были разбиты и впоследствии утилизированы при расчистке территории от завалов. В настоящее время (2024 год) территория депо заброшена.
2 мая 2023 года запущен первый трамвай после восстановления контактной сети. Действует первый 10 километровый участок маршрута № 1 «Трамвайное депо — Горбольница № 2», курсируют 13 вагонов, проезд - бесплатный.
21 июня 2023 года в Мариуполь прибыл новый трамвай, собранный в Нижнем Новгороде. Через день началась обкатка этого вагона.
18 сентября 2023 года в Мариуполь прибыл трамвай, подаренный Санкт-Петербургом, являвшийся репликой вагона ЛМ-33, а 23 сентября того же года он вышел на свой первый рейс.

На 2024 год в парке имеется 62 вагона, из которых около 30 действующих.
- Трамвай КТМ-8К № 601 на разворотном кольце Аглофабрика
- Трамвай К-1. Остановка Горбольница №2
- Билет на проезд в трамвае города Мариуполь (2016)
- Билет на проезд в трамвае города Мариуполь (2007)

### Тариф на проезд
4 мая 2024 года введена плата за проезд - 10 рублей.

## Маршруты

### Действующие
- № 1 Трамвайное депо — Горбольница № 2

### На 24 февраля 2022 года
- № 3: Горбольница № 2 (бул. Шевченко — ул. Куприна) — комбинат «Азовсталь»
- № 7: ул. Казанцева — Стан 1700 (ул. Николаевская — ул. Куинджи — бул. Шевченко — просп. Металлургов — просп. Никопольский — просп. Карпова — Донецкое шоссе)
- № 8: ул. Казанцева — Горбольница № 2 (ул. Николаевская — ул. Куинджи — бул. Шевченко — ул. Куприна)
- № 9: Ст. «Западная» — кольцо Левобережным районом (Донецкое шоссе — ул. Новосибирская — ул. Семафорная — ул. 8 Марта — ул. Мамина-Сибиряка — просп. Единства — ул. Радужная — ул. Украинского Казачества — ул. Азовстальская — ул. Я. Гугеля — ул. Пашковского — просп. Единства — ул. Мамина-Сибиряка — ул. Заозёрная — просп. Никопольский — просп. Карпова — Ст. «Западная»).
- № 10: Горбольница № 2 (бул. Шевченко — ул. Куприна) — Энергоучасток (ул. Куприна — бул. Шевченко — просп. Металлургов — просп. Никопольский — ул. Заозёрная — ул. Мамина-Сибиряка)
- № 10а: Комбинат «Азовсталь» — Энергоучасток (Правобережная — Завод «Маркохим» — ул. Лепорского — ул. Голубенко — ул. Миклухо-Маклая — ул. Менделеева — ул. Рождественская — Завод «Строймаш» — ул. Мусоргского — Часть Коммунтраса — ул. Мамина-Сибиряка — ул. Ровная — 232-й квартал)
- № 10с: Горбольница № 2 (бул. Шевченко — ул. Куприна) — Стан 1700 (бул. Шевченко — просп. Металлургов — просп. Никопольский — просп. Карпова — Донецкое шоссе)

## Подвижной состав
- Tatra T3SU (15 вагонов) с 2017 года;
- Tatra T3A (9 вагонов) с 2018 года;
- Спутник Z (2 вагона) с 2023 года;
- ЛМ-99\33 (1 вагон) с 2023 года.

Перед 2022 годом обслуживались так же 10 вагонами типа:
- К-1 (8 вагонов) с 2006 года;
- ЛМ-2008 (2 вагона) с 2012 года;